# Golful Guanabara

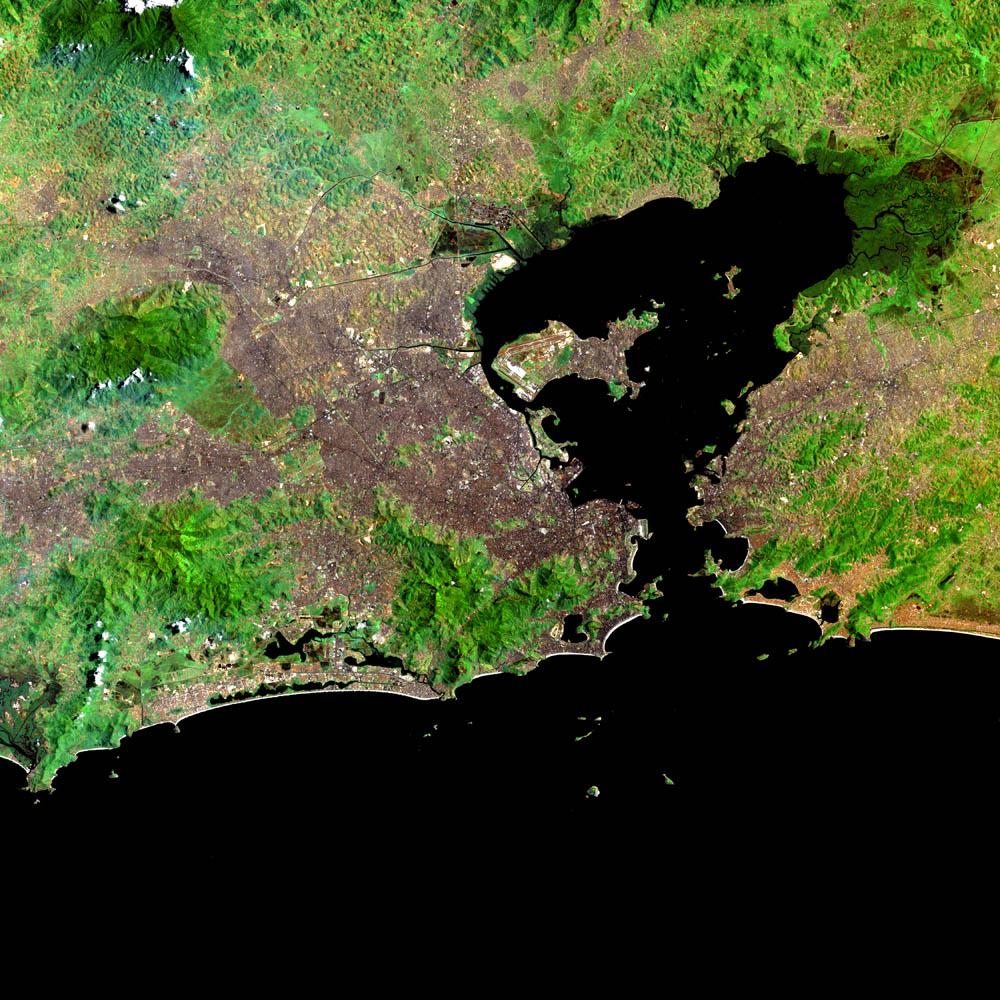
Imagine satelit a Golfului Guanabara

Golful Guanabara (în portugheză: Baía da Guanabara), este un golf oceanic localizat în sud-estul Braziliei în statul Rio de Janeiro. 

## Nume
Numele Guanabara provine dintr-una din limbile Tupi-Guarani, goanã-pará, din cuvintele gwa "golf", plus nã "asemănător cu" și ba'ra "mare". Tradițional, poate fi, de asemenea, tradus ca "pieptul/sânul mării." 

## Date generale
Pe malul său vestic se găsește orașul Rio de Janeiro,iar pe malul său estic orașele Niterói și São Gonçalo. Patru alte municipalități se găsesc de-a lungul țărmurilor golfului. Guanabara Bay cel de-al doilea golf ca mărime din Brazilia, cu 412 km², având un perimetru de 143 km.
Golful Guanabara are 31 km lungime și 28 km lărgimea maximă. Gura sa de 1.5 km lățime este flancată la nord de "Vârful Pico do Papagaio" ("Vârful Ciocului de Papagal") și vârful sudic "Pao de Açúcar". Golful Guanabara este cel mai mare port natural.
Există mai mult de 130 de insule în golf, inclusiv:
- Insula Lajes
- Insula Governador - locul aeroportului Galeão - Antônio Carlos Jobim International Airport din Rio de Janeiro
- Galeão
- Insula Paquetá
- Insula Cobras
- Insula Flores
- Insula Fiscal
- Ilha da Boa Viagem
- Villegaignon
- Insula Fundão